# Moustapha Salifou
Moustapha Salifou (Lomé, 1º giugno 1983) è un calciatore togolese, centrocampista dell'RB Petrolspor Monaco.

## Caratteristiche tecniche
Trequartista, può giocare anche come interno di centrocampo.

## Carriera

### Club
Prima di approdare all'Aston Villa, Salifou ha giocato per gli svizzeri del FC Wil, i francesi dello Stade Brest e i tedeschi dell'Oberhausen. L'arrivo in Inghilterra si concretizza il 31 agosto 2007, firmando un contratto annuale dopo aver superato un periodo di prova. A causa di alcuni problemi con i permessi di soggiorno e lavoro in Inghilterra, nei primi tempi Salifou ha dovuto allenarsi con il suo vecchio club svizzero.
Il 25 settembre 2007 si sparge la notizia che tutti i documenti siano in regola e che Salifou possa di conseguenza raggiungere i suoi compagni a Birmingham, ma ciò non accadrà fino al 18 ottobre. L'Aston Villa lo acquista per 500000 €: Salifou debutta con le riserve dell'Aston Villa il 22 ottobre, costruendo 2 gol nel 6-0 inflitto alle riserve del Chelsea. Debutta con la prima squadra il 12 gennaio 2008, entrando al 90' nel 3-1 inflitto al Reading. Più tardi viene ricompensato con un prolungamento annuale del contratto, con scadenza giugno 2011. Il 6 novembre 2008, Martin O'Neill decide di cambiare all'ultimo l'11 iniziale nella partita di Coppa UEFA contro lo Slavia Praga, inserendo il giovane togolese che disputa tutti i 90 minuti.
Il 27 maggio 2011 è coinvolto nel repulisti generale del club inglese, rimanendo così svincolato fino al novembre 2011, quando viene ingaggiato dal 1. FC Saarbrücken, club militante nella terza divisione tedesca. A fine stagione resta svincolato per due anni fino al marzo 2014, quando si accorda con un club tedesco di quarta divisione. Dopo tre mesi, nell'estate seguente, resta nuovamente senza un club. Il 13 agosto 2015, firma con il Türkspor Augsburg, squadra di sesta serie tedesca.

### Nazionale
È membro della nazionale del proprio Paese, ed era presente nella rosa per i Mondiali in Germania del 2006. Ha giocato tutte e tre le partite del Togo nella manifestazione, ai gironi contro Corea del Sud, Francia e Svizzera.
L'8 gennaio 2010 il bus che trasportava la Nazionale togolese durante la Coppa d'Africa viene assaltato da terroristi. Salifou è stato fra coloro che più si sono esposti alle attenzioni dei media dichiarando: «Sto bene ma sono estremamente shockato e molto sconvolto».